# Boston Music Awards
O Boston Music Awards é uma premiação musical fundada em 1987, realizada anualmente e que honra os melhores artistas oriundos da área Massachusetts.
As edições anteriores se caracterizaram por premiar artistas notáveis, tais como: Aerosmith, Dropkick Murphys, JoJo, The Dresden Dolls, Pat Metheny, Amanda Palmer, Phish, Donna Summer e James Taylor.